# خالد التيماوي
خالد عبد الرحمن التيماوي وسمي بالتيماوي نسبةً الى محافظة تيماء في شمال المملكة العربية السعودية . ولد في الرياض 1389هـ وتزوج في 1420هـ.

## سيرة
هو لاعب كرة قدم سعودي سابق وقد كان يلعب مع نادي الهلال السعودي. آخر هدف سجلة مع ناديه الهلال كان على فريق الإسماعيلي المصري والذي حسم به بطولة السوبر السعودي المصري.
لعب مع منتخب السعودية لكرة القدم وحقق إنجازات كثيرة منها كاس آسيا 96 في الإمارات وكاس الخليج 94 في الإمارات أيضاً وشارك بشكل فعال مع زملائه في بلوغ المنتخب السعودي لنهائيات كأس العالم 1998 وبعدها بقرار مفاجئ وغريب ولا يعرف مسبباته حتى الآن تم استبعادة من المنتخب قبل بداية النهائيات.

## كأس الخليج 1996
قد سجل هدفين في منتخب الإمارات لكرة القدم.

## أرقام وإحصائيات
التحق بنادي الهلال عام 1406 هـ
أول مدرب اشرف عليه بدرجة النائشين الكابتن محمد الخراشي
أول مدرب اشرف على خالد التيماوي بدرجه الشباب المدرب شيكاريه
التحق بالفريق الأول عام 1409 هـ
أول مدرب اشرف عليه بالفريق الأول كان المدرب كندينيو
أول هدف سجله غمز به شباك النصر عام 1407 هـ
أول مباراة مع الفريق الأول ضد الطائي بحائل
أول بطولة ضد النصر بكاس الملك عام 1409 هـ
حقق مع الهلال 22 بطولة آسيويه وعربيه وخليجيه ومحليه
حقق 12 بطولة محليه مع الهلال تنوعت بين الكاس
حقق 10 بطولات خارجية مع الهلال
حقق مع المنتخب 3 بطولات (آسيا 96 - الخليج 94- العرب 99) أي جميع البطولات
تاهل مع المنتخب لـ كاس العالم 94 و 98 على التوالي
حقق مع الهلال خمس بطولات آسيويه من اصل 6 بطولات
حقق مع الهلال اربع بطولات عربيه
آخر هدف سجله ضد الإسماعيلي المصري بكاس السوبر هدف ذهبي

## روابط خارجية
- خالد التيماوي على موقع الاتحاد الدولي (مؤرشف)  (الإنجليزية)
- خالد التيماوي على موقع قاعدة بيانات كرة القدم.إي يو (الإنجليزية)
- خالد التيماوي على موقع ناشيونال فوتبول تيمز (الإنجليزية)
- خالد التيماوي على موقع عالم كرة القدم.نت (الإنجليزية)